# Стразбург (Вирџинија)
Стразбург (енгл. Strasburg) град је у америчкој савезној држави Вирџинија. По попису становништва из 2010. у њему је живело 6.398 становника.

## Демографија
Према попису становништва из 2010. у граду је живело 6.398 становника, што је 2.381 (59,3%) становника више него 2000. године.
| Група             | 2000.         | 2010.         |
| Белци             | 3.727 (92,8%) | 5.632 (88,0%) |
| Афроамериканци    | 180 (4,5%)    | 320 (5,0%)    |
| Азијати           | 16 (0,4%)     | 55 (0,9%)     |
| Хиспаноамериканци | 57 (1,4%)     | 271 (4,2%)    |
| Укупно            | 4.017         | 6.398         |